# Rafael Advanced Defense Systems
Rafael Advanced Defense Systems Ltd. (Hebreiska: רפאל - מערכות לחימה מתקדמות בע"מ, tidigare: RAFAEL Armament Development Authority), även känd som RAFAEL, är statsägt israeliskt företag inom krigsmateriel. Företaget grundades 1948 som ett forskningsförband inom försvaret. Efter år av förluster bolagiserades verksamheten 2002, men är alltjämt statligt ägt. Flera produkter med civilt användningsområde inom IT, medicin och komponentteknik har sålts ut.